# Eisner Award

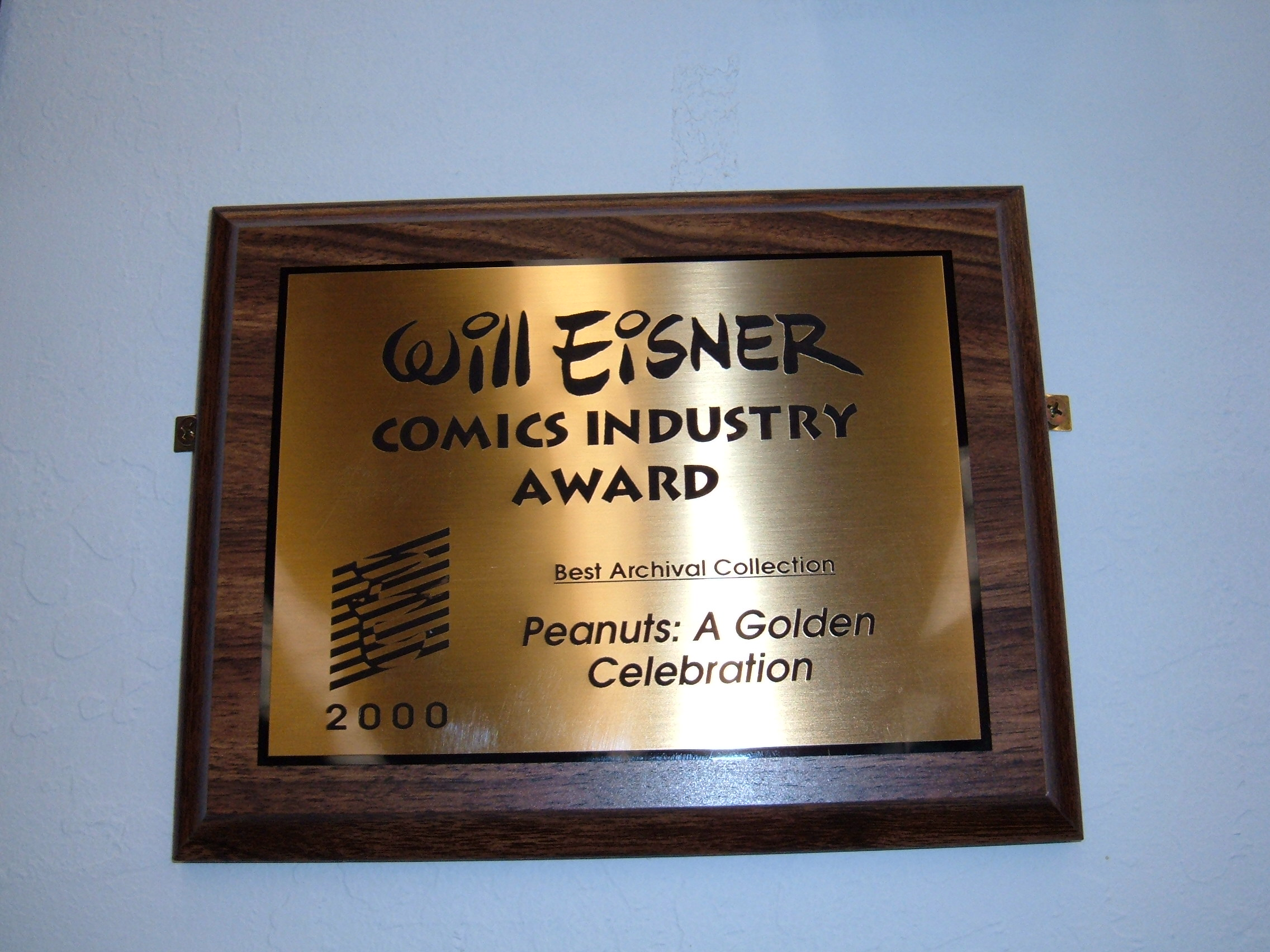
Eisner Award

De Eisner Award is een van de belangrijkste prijzen die jaarlijks wordt gegeven in de Amerikaanse comicwereld. De prijs is vernoemd naar Will Eisner als een soort van eerbetoon aan zijn baanbrekende werk. Voor iedere prijs worden comics genomineerd door een panel van vijf personen, en hierop wordt dan gestemd door mensen uit de comicbookindustrie, en de prijs wordt uitgereikt tijdens het festival San Diego Comic-Con International in San Diego, Californië.

## Categorieën en winnaars van de Eisner Awards

### Beste Losse Aflevering / Los Verhaal
- 1988: Gumby Summer Fun Special #1, door Bob Burden en Art Adams (Comico)
- 1989: Kings In Disguise #1, door James Vance en Dan Burr (Kitchen Sink)
- 1991: Concrete Celebrates Earth Day, door Paul Chadwick, Charles Vess en Jean Giraud (aka Moebius) (Dark Horse Comics)
- 1992: Sandman #22-#28 (verhaallijn Season of Mists), door Neil Gaiman en diverse tekenaars (DC)
- 1993: Nexus: The Origin door Mike Baron en Steve Rude (Dark Horse Comics)
- 1994: Batman Adventures: Mad Love, door Paul Dini en Bruce Timm (DC)
- 1995: Batman Adventures Holiday Special door Paul Dini, Bruce Timm, Ronnie del Carmen en anderen (DC)
- 1996: Kurt Busiek's Astro City #4: "Safeguards," door Kurt Busiek en Brent Anderson (Jukebox Productions/Image)
- 1997: Kurt Busiek's Astro City, vol. 2, #1: "Welcome to Astro City," Kurt Busiek, Brent Anderson en Will Blyberg (Jukebox Productions/Homage)
- 1998: Kurt Busiek's Astro City vol. 2 #10: "Show 'Em All," Kurt Busiek, Brent Anderson en Will Blyberg (Jukebox Productions/Homage)
- 1999: Hitman #34: "Of Thee I Sing," door Garth Ennis, John McCrea en Garry Leach (DC)
- 2000: Tom Strong #1: "How Tom Strong Got Started," door Alan Moore, Chris Sprouse en Al Gordon (ABC)
- 2001: Promethea #10: "Sex, Stars, and Serpents," door Alan Moore, J.H. Williams III en Mick Gray (ABC)
- 2002: Eightball #22, door Daniel Clowes (Fantagraphics)
- 2003: The Stuff of Dreams, door Kim Deitch (Fantagraphics)
- 2004: (gelijk)
  - Conan The Legend #0, door Kurt Busiek en Cary Nord (Dark Horse)
  - The Goon #1, door Eric Powell (Dark Horse)
- 2005: Eightball #23: "The Death Ray," door Dan Clowes (Fantagraphics)
- 2006: Solo #5 door Darwyn Cooke (DC)
- 2007: Batman/The Spirit #1 door Jeph Loeb en Darwyn Cooke (DC)
- 2008: Justice League of America #11: "Walls" door Brad Meltzer en Gene Ha (DC)

### Beste Kort Verhaal (als onderdeel van serie)
- 1993: "Two Cities," in Xenozoic Tales #12 door Mark Schultz (Kitchen Sink)
- 1994: "The Amazing Colossal Homer", in Simpsons #1 (Bongo)
- 1995: "The Babe Wore Red," door Frank Miller, in Sin City: The Babe Wore Red and Other Stories (Dark Horse/Legend)
- 1996: "The Eltingville Comic-Book, Science-Fiction, Fantasy, Horror, and Role-Playing Club in Bring Me the Head of Boba Fett" door Evan Dorkin, in Instant Piano #3 (Dark Horse)
- 1997: "Heroes," Archie Goodwin en Gary Gianni, in Batman: Black & White #4 (DC)
- 1998: "The Eltingville Comic Book, Science-Fiction, Fantasy, Horror and Role-Playing Club In: The Marathon Men," Evan Dorkin, in Dork! #4 (Slave Labor)
- 1999: "Devil's Advocate," door Matt Wagner en Tim Sale, in Grendel: Black, White en Red #1 (Dark Horse)
- 2000: "Letitia Lerner, Superman's Babysitter," door Elizabeth Glass en Kyle Baker, in Elseworlds 80-Page Giant (DC)
- 2001: "The Gorilla Suit," door Sergio Aragones, in Streetwise (TwoMorrows)
- 2002: "The Eltingville Club in 'The Intervention,'" door Evan Dorkin, in Dork! #9 (Slave Labor)
- 2003: "The Magician and the Snake", door Katie Mignola en Mike Mignola, in Dark Horse Maverick: Happy Endings (Dark Horse)
- 2004: "Death," door Neil Gaiman en P. Craig Russell, in The Sandman: Endless Nights (Vertigo/DC)
- 2005: "Unfamiliar," door Evan Dorkin en Jill Thompson, in The Dark Horse Book of Witchcraft (Dark Horse Books)
- 2006: "Teenaged Sidekick", door Paul Pope, in Solo #3 (DC)
- 2007: "A Frog's Eye View", door Bill Willingham en James Jean, in Fables: 1001 Nights of Snowfall (Vertigo/DC)
- 2008: "Mr. Wonderful", door Dan Clowes, in New York Times Sunday Magazine
- 2009: "Murder He Wrote", door Ian Boothby, Nina Matsumoto en Andrew Pepoy, in The Simpsons' Treehouse of Horror #14 (Bongo Comics)
- 2010: "Urgent Request," door Gene Luen Yang en Derek Kirk Kim, in The Eternal Smile (First Second)
- 2011: "Post Mortem", door Greg Rucka en Michael Lark, in I Am an Avenger #2 (Marvel)
- 2012: "The Seventh" door Darwyn Cooke, in Richard Stark's Parker: The Martini Edition (IDW)
- 2013: "Moon 1969: The True Story of the 1969 Moon Launch" door Michael Kupperman, in Tales Designed to Thrizzle #8 (Fantagraphics)
- 2014: "Untitled", door Gilbert Hernandez, in Love and Rockets: New Stories #6 (Fantagraphics)
- 2015: "When the Darkness Presses", door Emily Caroll (Self-published)[1]
- 2016: "Killing and Dying", door Adrian Tomine, in Optic Nerve #14 (Drawn & Quarterly)
- 2017: "Good Boy", door Tom King en David Finch, in Batman Annual #1 (DC)
- 2018: “A Life in Comics: The Graphic Adventures of Karen Green,” door Nick Sousanis, in Columbia Magazine
- 2019: "The Talk of the Saints", door Tom King en Jason Fabok, in Swamp Thing Winter Special (DC)

### Beste Serie
- 1993: "From Hell" door Alan Moore en Eddie Campbell in Taboo (SpiderBaby Graphix/Tundra)
- 1994: "The Great Cow Race", Bone, door Jeff Smith (Cartoon Books)
- 1995: "The Life and Times of Scrooge McDuck," door Don Rosa, Uncle Scrooge #285-296 (Gladstone)
- 1996: Strangers in Paradise #1-8, door Terry Moore (Abstract Studios)
- 1997: Starman #20-23: "Sand and Stars," James Robinson, Tony Harris, Guy Davis en Wade von Grawbadger (DC)
- 1998: Kurt Busiek's Astro City vol. 2 #4-9: "Confession," Kurt Busiek, Brent Anderson en Will Blyberg (Jukebox Productions/Homage)
- 1999: Usagi Yojimbo #13-22: "Grasscutter," door Stan Sakai (Dark Horse)
- 2000: Tom Strong #4-7, door Alan Moore, Chris Sprouse, Al Gordon en gastartiesten (ABC)
- 2001: 100 Bullets #15-18: "Hang Up on the Hang Low," door Brian Azzarello en Eduardo Risso (DC/Vertigo)
- 2002: Amazing Spider-Man #30-35: "Coming Home," door J. Michael Straczynski, John Romita, Jr. en Scott Hanna (Marvel)
- 2003: Fables #1-5: "Legends in Exile," door Bill Willingham, Lan Medina en Steve Leialoha (DC/Vertigo)
- 2004: Gotham Central #6–10: "Half a Life," door Greg Rucka en Michael Lark (DC)
- 2005: Fables #19-27: "March of the Wooden Soldiers," door Bill Willingham, Mark Buckingham en Steve Leialoha (Vertigo/DC)
- 2006: Fables #36–38, 40–41: "Return to the Homelands," door Bill Willingham, Mark Buckingham en Steve Leialoha (Vertigo/DC)

### Beste Zwart-witserie
- 1988: Concrete, door Paul Chadwick (Dark Horse)
- 1989: Concrete, door Paul Chadwick (Dark Horse)
- 1991: Xenozoic Tales, door Mark Schultz (Kitchen Sink)

### Beste Doorlopende Serie
- 1988: Concrete, door Paul Chadwick (Dark Horse)
- 1989: Concrete, door Paul Chadwick (Dark Horse)
- 1991: Sandman, door Neil Gaiman en anderen (DC)
- 1992: Sandman, door Neil Gaiman en anderen (DC)
- 1993: Sandman, door Neil Gaiman en anderen (DC)
- 1994: Bone, door Jeff Smith (Cartoon Books)
- 1995: Bone, door Jeff Smith (Cartoon Books)
- 1996: Acme Novelty Library, door Chris Ware (Fantagraphics)
- 1997: Kurt Busiek's Astro City, Kurt Busiek, Brent Anderson en Will Blyberg (Jukebox Productions/Homage)
- 1998: Kurt Busiek's Astro City, Kurt Busiek, Brent Anderson en Will Blyberg (Jukebox Productions/Homage)
- 1999: Preacher, door Garth Ennis en Steve Dillon (DC/Vertigo)
- 2000: Acme Novelty Library, door Chris Ware (Fantagraphics)
- 2001: Top 10, door Alan Moore, Gene Ha en Zander Cannon (ABC)
- 2002: 100 Bullets, door Brian Azzarello en Eduardo Risso (DC/Vertigo)
- 2003: Daredevil, door Brian Michael Bendis en Alex Maleev (Marvel)
- 2004: 100 Bullets, door Brian Azzarello en Eduardo Risso (Vertigo/DC)
- 2005: The Goon, door Eric Powell (Dark Horse)
- 2006: Astonishing X-Men, door Joss Whedon en John Cassaday (Marvel)
- 2007: All-Star Superman, door Grant Morrison en Frank Quitely (DC)
- 2008: Y: The Last Man, door Brian K. Vaughan, Pia Guerra en Jose Marzan, Jr. (DC/Vertigo)
- 2009: All-Star Superman, door Grant Morrison en Frank Quitely (DC)
- 2010: The Walking Dead, door Robert Kirkman en Charles Adlard (Image)
- 2011: Chew, door John Layman en Rob Guillory (Image)
- 2012: Daredevil, door Mark Waid, Marcos Martin, Paolo Rivera en Joe Rivera (Marvel)
- 2013: Saga, door Brian K. Vaughan en Fiona Staples (Image)
- 2014: Saga, door Brian K. Vaughan en Fiona Staples (Image)
- 2015: Saga, door Brian K. Vaughan en Fiona Staples (Image)
- 2016: Southern Bastards, door Jason Aaron en Jason Latour (Image)
- 2017: Saga, door Brian K. Vaughan en Fiona Staples (Image)
- 2018: Monstress, door Marjorie Liu en Sana Takeda (Image)
- 2019: Giant Days, door John Allison, Max Sarin en Julia Madrigal (BOOM! Box)

### Beste Eindige Serie / Beperkte Serie
- 1988: Watchmen, door Alan Moore en Dave Gibbons (DC)
- 1989: Silver Surfer, door Stan Lee en Jean "Moebius" Giraud (Marvel)
- 1991: Give Me Liberty, door Frank Miller en Dave Gibbons (Dark Horse)
- 1992: Concrete: Fragile Creature, door Paul Chadwick (Dark Horse)
- 1993: Grendel: War Child, door Matt Wagner en Patrick McEown (Dark Horse)
- 1994: Marvels, door Kurt Busiek en Alex Ross (Marvel)
- 1995: Sin City: A Dame to Kill For, door Frank Miller (Dark Horse/Legend)
- 1996: Sin City: The Big Fat Kill, door Frank Miller (Dark Horse/Legend)
- 1997: Kingdom Come, door Mark Waid en Alex Ross (DC)
- 1998: Batman: The Long Halloween, Jeph Loeb en Tim Sale (DC)
- 1999: 300, door Frank Miller en Lynn Varley (Dark Horse)
- 2000: Whiteout: Melt, door Greg Rucka en Steve Lieber (Oni)
- 2001: Der Ring des Nibelungen (The Ring of the Nibelung), door P. Craig Russell, met Patrick Mason (Dark Horse/Maverick)
- 2002: Hellboy: Conqueror Worm, door Mike Mignola (Dark Horse/Maverick)
- 2003: The League of Extraordinary Gentlemen, deel 2, door Alan Moore en Kevin O'Neill (ABC)
- 2004: Unstable Molecules, door James Sturm en Guy Davis (Marvel)
- 2005: DC: The New Frontier, door Darwyn Cooke (DC)
- 2006: Seven Soldiers, door Grant Morrison en anderen (DC)
- 2007: Batman: Year 100, door Paul Pope (DC)
- 2008: The Umbrella Academy: Apocalypse Suite door Gerard Way en Gabriel Bá (Dark Horse)
- 2009: Hellboy: The Crooked Man, door Mike Mignola en Richard Corben (Dark Horse)
- 2010: The Wonderful Wizard of Oz, door Eric Shanower en Skottie Young (Marvel)
- 2011: Daytripper, door Fábio Moon, Gabriel Bá (Vertigo/DC)
- 2012: Criminal: The Last of the Innocent, door Ed Brubaker en Sean Phillips (Marvel Icon)
- 2013: Geen award gegeven
- 2014: The Wake, door Scott Snyder en Sean Murphy (Vertigo/DC)
- 2015: Little Nemo: Return to Slumberland, door Eric Shanower en Gabriel Rodriguez (IDW)
- 2016: The Fade Out, door Ed Brubaker en Sean Phillips (Image)
- 2017: The Vision, door Tom King en Gabriel Hernández Walta (Marvel)
- 2018: Black Panther: World of Wakanda, door Roxane Gay, Ta-Nehisi Coates en Alitha E. Martinez (Marvel)
- 2019: Mister Miracle, door Tom King en Mitch Gerads (DC)

### Beste Nieuwe Serie
- 1988: Concrete, door Paul Chadwick (Dark Horse)
- 1989: Kings In Disguise, door James Vance en Dan Burr (Kitchen Sink)
- 1995: Too Much Coffee Man, door Shannon Wheeler (Adhesive)
- 1996: Kurt Busiek's Astro City, door Kurt Busiek en Brent Anderson (Jukebox Productions/Image)
- 1997: Leave It to Chance, James Robinson en Paul Smith (Homage)
- 1998: Castle Waiting, Linda Medley (Olio)
- 1999: Inhumans, door Paul Jenkins en Jae Lee (Marvel)
- 2000: Top 10, door Alan Moore, Gene Ha en Zander Cannon (ABC)
- 2001: Powers, door Brian Michael Bendis en Michael Avon Oeming (Image)
- 2002: Queen & Country, door Greg Rucka en Steve Rolston (Oni)
- 2003: Fables, door Bill Willingham, Lan Medina, Mark Buckingham en Steve Leialoha (DC/Vertigo)
- 2004: Plastic Man, door Kyle Baker (DC)
- 2005: Ex Machina, door Brian K. Vaughan, Tony Harris en Tom Fesiter (WildStorm/DC)
- 2006: All-Star Superman, door Grant Morrison en Frank Quitely (DC)
- 2007: Criminal, door Ed Brubaker en Sean Phillips (Marvel Icon)
- 2008: Buffy the Vampire Slayer Season Eight, door Joss Whedon, Brian K. Vaughan, Georges Jeanty en Andy Owens (Dark Horse)
- 2009: The Invincible Iron Man, door Matt Fraction en Salvador Larroca (Marvel)
- 2010: Chew, door John Layman en Rob Guillory (Image)
- 2011: American Vampire, door Scott Snyder, Stephen King en Rafael Albuquerque (DC/Vertigo)
- 2013: Saga, door Brian K. Vaughan en Fiona Staples (Image)
- 2014: Sex Criminals, door Matt Fraction en Chip Zdarsky (Image)
- 2015: Lumberjanes, door Shannon Watters, Grace Ellis, Noelle Stevenson en Brooke A. Allen (BOOM! Box)
- 2016: Paper Girls, door Brian K. Vaughan en Cliff Chiang (Image)
- 2017: Black Hammer, door Jeff Lemire en Dean Ormston (Dark Horse)
- 2018: Black Bolt, door Saladin Ahmed en Christian Ward (Marvel)
- 2019: Gideon Falls, door Jeff Lemire en Andrea Sorrentino (Image)

### Beste Titel voor de jeugd / jong publiek
- 1996: The Batman and Robin Adventures, door Paul Dini, Ty Templeton en Rick Burchett (DC)
- 1997: Leave It to Chance, James Robinson en Paul Smith (Homage)
- 1998: Batman & Robin Adventures, Ty Templeton, Brandon Kruse, Rick Burchett en anderen (DC)
- 1999: Batman: The Gotham Adventures, door Ty Templeton, Rick Burchett en Terry Beatty (DC)
- 2000: Simpsons Comics, door diversen (Bongo)
- 2001: Scary Godmother: The Boo Flu, door Jill Thompson (Sirius)
- 2002: Herobear and the Kid, door Mike Kunkel (Astonish)
- 2003: Herobear and the Kid, door Mike Kunkel (Astonish)
- 2004: Walt Disney's Uncle Scrooge, door diverse auteurs (Gemstone)
- 2005: Plastic Man, door Kyle Baker en Scott Morse (DC)
- 2006: Owly: Flying Lessons, door Andy Runton (Top Shelf)
- 2007: Gumby, door Bob Burden en Rick Geary (Wildcard Ink)
- 2008: Mouse Guard: Fall 1152 en Mouse Guard: Winter 1152, door David Petersen (Archaia)
- 2009: Tiny Titans, door Art Baltazar en Franco Aureliani (DC)
- 2010: The Wonderful Wizard of Oz hardcover, door L. Frank Baum, Eric Shanower en Skottie Young (Marvel)
- 2011: Tiny Titans, door Art Baltazar en Franco Aureliani (DC)

### Beste Titel voor de jeugd (leeftijd tot 8 jaar)
- 2012: Dragon Puncher Island, door James Kochalka (Top Shelf)
- 2013: Babymouse for President, door Jennifer L. Holm en Matthew Holm (Random House)
- 2014: Itty Bitty Hellboy, door Art Baltazar en Franco Aureliani (Dark Horse)
- 2015: The Zoo Box, door Ariel Cohen en Aron Nels Steinke (First Second)
- 2016: Little Robot, door Ben Hatke (First Second)
- 2017: Narwhal: Unicorn of the Sea, door Ben Clanton (Tundra)
- 2018: Good Night, Planet, door Liniers (Toon Books)
- 2019: Johnny Boo and the Ice Cream Computer, door James Kochalka (Top Shelf/IDW)

### Beste Titel voor de jeugd (leeftijd 9-12)
- 2012: Snarked, door Roger Langridge (KaBOOM!)
- 2013: Adventure Time, door Ryan North, Shelli Paroline en Braden Lamb (KaBOOM!)
- 2014: The Adventures of Superhero Girl, door Faith Erin Hicks (Dark Horse)
- 2015: El Deafo, door Cece Bell (Amulet/Abrams)
- 2016: Over the Garden Wall, door Pat McHale, Amalia Levari en Jim Campbell (BOOM! Studios/ KaBOOM!)
- 2017: Ghosts, door Raina Telgemeier (Scholastic)
- 2018: The Tea Dragon Society, door Katie O’Neill (Oni)
- 2019: The Divided Earth, door Faith Erin Hicks (First Second)

### Beste Titel voor de jeugd (leeftijd 12/13-17)
- 2008: Laika, door Nick Abadzis (First Second)
- 2009: Coraline, door Neil Gaiman, aangepast door P. Craig Russell (HarperCollins Children’s Books)
- 2010: Beasts of Burden, door Evan Dorkin en Jill Thompson (Dark Horse)
- 2011: Smile door Raina Telgemeier (Scholastic/Graphix)
- 2012: Anya's Ghost, door Vera Brosgol (First Second)
- 2013: A Wrinkle in Time, door Madeleine L’Engle, aangepast door Hope Larson (FSG)
- 2014: Battling Boy, door Paul Pope (First Second)
- 2015: Lumberjanes, door Shannon Watters, Grace Ellis, Noelle Stevenson en Brooke A. Allen (BOOM! Box)
- 2016: SuperMutant Magic Academy, door Jillian Tamaki (Drawn & Quarterly)
- 2017: The Unbeatable Squirrel Girl, door Ryan North en Erica Henderson (Marvel)
- 2018: Monstress, door Marjorie Liu en Sana Takeda (Image)
- 2019: The Prince and the Dressmaker, door Jen Wang (First Second)

### Beste Anthologie
- 1992: Dark Horse Presents, bewerkt door Randy Stradley (Dark Horse)
- 1993: Taboo, bewerkt door Steve Bissette (SpiderBaby Graphix/Tundra)
- 1994: Dark Horse Presents, bewerkt door Randy Stradley (Dark Horse)
- 1995: The Big Book of Urban Legends, bewerkt door Andy Helfer (Paradox Press)
- 1996: The Big Book of Conspiracies, bewerkt door Bronwyn Taggart (Paradox Press)
- 1997: Batman: Black and White, Mark Chiarello en Scott Peterson, eds. (DC)
- 1998: Hellboy Christmas Special, ed. Scott Allie (Dark Horse)
- 1999: Grendel: Black, White, and Red, door Matt Wagner, ed. door Diana Schutz](Dark Horse)
- 2000: Tomorrow Stories, door Alan Moore, Rick Veitch, Kevin Nowlan, Melinda Gebbie en Jim Baikie (ABC)
- 2001: Drawn & Quarterly, deel 3, bewerkt door Chris Oliveros (Drawn & Quarterly)
- 2002: Bizarro Comics, bewerkt door Joey Cavalieri (DC)
- 2003: SPX 2002 (CBLDF)
- 2004: The Sandman: Endless Nights, door Neil Gaiman, Dave McKean, P. Craig Russell, Miguelanxo Prado, Barron Storey, Frank Quitely, Glenn Fabry, Milo Manara en Bill Sienkiewicz; samen bewerkt door Karen Berger en Shelly Bond (Vertigo/DC)
- 2005: Michael Chabon Presents The Amazing Adventures of the Escapist, bewerkt door Diana Schutz en David Land (Dark Horse)
- 2006: Solo, bewerkt door Mark Chiarello (DC)
- 2007: Fables: 1001 Nights of Snowfall, door Bill Willingham en anderen (Vertigo/DC)
- 2008: 5, door Gabriel Bá, Becky Cloonan, Fábio Moon, Vasilis Lolos en Rafael Grampa (zelf gepubliceerd)
- 2009: Comic Book Tattoo: Narrative Art Inspired by the Lyrics and Music of Tori Amos, bewerkt door Rantz Hoseley (Image)
- 2010: Popgun Volume 3, bewerkt door Mark Andrew Smith, DJ Kirkbride en Joe Keatinge (Image)
- 2011: Mouse Guard: Legends of the Guard, bewerkt door Paul Morrissey en David Petersen
- 2012: Dark Horse Presents, bewerkt door Mike Richardson (Dark Horse)
- 2013: Dark Horse Presents, bewerkt door Mike Richardson (Dark Horse)
- 2014: Dark Horse Presents, bewerkt door Mike Richardson (Dark Horse)
- 2015: Little Nemo: Dream Another Dream, bewerkt door Josh O'Neill, Andrew Carl en Chris Stevens (Locust Moon)
- 2016: Drawn & Quarterly, Twenty-Five Years of Contemporary, Cartooning, Comics, and Graphic Novels, bewerkt door Tom Devlin (Drawn & Quarterly)
- 2017: Love is Love, bewerkt door Marc Andreyko (IDW/DC)
- 2018: Elements: Fire – A Comic Anthology by Creators of Color!, bewerkt door Taneka Stotts (Beyond Press)
- 2019: Puerto Rico Strong, bewerkt door Marco Lopez, Desiree Rodriguez, Hazel Newlevant, Derek Ruiz en Neil Schwartz (Lion Forge)

### Beste Grafische Album
- 1988: Watchmen, door Alan Moore en Dave Gibbons (DC)
- 1989: Batman: The Killing Joke, door Alan Moore en Brian Bolland (DC)

### Beste Grafische Album: Nieuw
- 1991: Elektra Lives Again, door Frank Miller en Lynn Varley (Marvel)
- 1992: To the Heart of the Storm, door Will Eisner (Kitchen Sink)
- 1993: Signal to Noise, door Neil Gaiman en Dave McKean (VG Graphics/Dark Horse)
- 1994: A Small Killing, door Alan Moore en Oscar Zarate (Dark Horse)
- 1995: Fairy Tales of Oscar Wilde deel 2, door P. Craig Russell (NBM)
- 1996: Stuck Rubber Baby, door Howard Cruse (Paradox Press)
- 1997: Fax from Sarajevo, door Joe Kubert (Dark Horse Books)
- 1998: Batman & Superman Adventures: World's Finest, door Paul Dini, Joe Staton en Terry Beatty (DC)
- 1999: Superman: Peace on Earth, door Paul Dini en Alex Ross (DC)
- 2000: Acme Novelty Library #13, door Chris Ware (Fantagraphics)
- 2001: Safe Area Goražde, door Joe Sacco
- 2002: The Name of the Game, door Will Eisner (DC)
- 2003: One! Hundred! Demons!, door Lynda Barry (Sasquatch Books)
- 2004: Blankets, door Craig Thompson (Top Shelf)
- 2005: The Originals, door Dave Gibbons (Vertigo/DC)
- 2006: Top 10: The Forty-Niners, door Alan Moore en Gene Ha (ABC)
- 2007: American Born Chinese, door Gene Luen Yang (First Second)
- 2008: Exit Wounds, door Rutu Modan (Drawn & Quarterly)
- 2009: Swallow Me Whole, door Nate Powell (Top Shelf)
- 2010: Asterios Polyp, door David Mazzucchelli (Pantheon)
- 2011: (gelijk)
  - Wilson, door Daniel Clowes
  - Return of the Dapper Men, door Jim McCann en Janet Lee
- 2012: Jim Henson's Tale of Sand, aanpast door Ramon K. Perez (Archaia)
- 2013: Building Stories, door Chris Ware (Pantheon)
- 2014: The Property, door [Rutu Modan (Drawn & Quarterly)
- 2015: This One Summer, door Mariko Tamaki & Jillian Tamaki (First Second)
- 2016: Ruins, door Peter Kuper (SelfMadeHero)
- 2017: Wonder Woman: The True Amazon, door Jill Thompson (DC Comics)
- 2018: My Favorite Thing Is Monsters, door Emil Ferris (Fantagraphics)
- 2019: My Heroes Have Always Been Junkies, door Ed Brubaker en Sean Phillips (Image)

### Beste Grafische Album: Herdruk
- 1991: Sandman: The Doll's House door Neil Gaiman en diverse anderen (DC)
- 1992: Maus II door Art Spiegelman (Pantheon Books)
- 1993: Sin City door Frank Miller (Dark Horse)
- 1994: Cerebus: Flight door Dave Sim en Gerhard (Aardvark-Vanaheim)
- 1995: Hellboy: Seed of Destruction door Mike Mignola (Dark Horse)
- 1996: The Tale of One Bad Rat door Bryan Talbot (Dark Horse)
- 1997: Stray Bullets: Innocence of Nihilism door David Lapham (El Capitan)
- 1998: Sin City: That Yellow Bastard door Frank Miller (Dark Horse)
- 1999: Batman: The Long Halloween door Jeph Loeb en Tim Sale (DC)
- 2000: From Hell door Alan Moore en Eddie Campbell (Eddie Campbell Comics)
- 2001: Jimmy Corrigan door Chris Ware (Pantheon)
- 2002: Batman: Dark Victory door Jeph Loeb en Tim Sale (DC)
- 2003: Batman: Black and White Vol. 2, bewerkt door Mark Chiarello en Nick J. Napolitano (DC)
- 2004: Batman Adventures: Dangerous Dames and Demons, door Paul Dini, Bruce Timm en anderen (DC)
- 2005: Bone, One Volume Edition, door Jeff Smith (Cartoon Books)
- 2006: Black Hole, door Charles Burns (Pantheon)
- 2007: Absolute DC: The New Frontier, door Darwyn Cooke (DC)
- 2008: Mouse Guard: Fall 1152, door David Petersen (Archaia)
- 2009: Hellboy Library Edition, vols. 1 and 2, door Mike Mignola (Dark Horse)
- 2010: Absolute Justice, door Alex Ross, Jim Krueger en Doug Braithewaite (DC)
- 2011: Wednesday Comics, bewerkt door Mark Chiarello (DC)
- 2012: Richard Stark's Parker: The Martini Edition, door Darwyn Cooke (IDW)
- 2013: King City, door Brandon Graham (TokyoPop/Image)
- 2014: RASL, door Jeff Smith (Cartoon Books)
- 2015: Through the Woods, door Emily Carroll (McElderry Books)
- 2016: Nimona, door Noelle Stevenson (Harper Teen)
- 2017: Demon, door Jason Shiga (First Second)
- 2018: Boundless, door Jillian Tamaki (Drawn & Quarterly)
- 2019: The Vision hardcover, door Tom King, Gabriel Hernandez Walta en Michael Walsh (Marvel)

### Beste Archiefcollectie/Project
- 1993: Carl Barks Library album series (Gladstone)
- 1994: The Complete [Little Nemo in Slumberland door Winsor McCay (Fantagraphics)
- 1995: The Christmas Spirit door Will Eisner (Kitchen Sink)
- 1996: The Complete Crumb Comics deel 11 door Robert Crumb (Fantagraphics)
- 1997: Tarzan: The Land That Time Forgot and The Pool of Time door Russ Manning (Dark Horse)
- 1998: Jack Kirby's New Gods door Jack Kirby (DC)
- 1999: Plastic Man Archives deel 1 door Jack Cole (DC)
- 2000: Peanuts: A Golden Celebration (HarperCollins)
- 2001: The Spirit Archives deel 1 en 2 door Will Eisner (DC)
- 2002: Akira door Katsuhiro Otomo (Dark Horse)
- 2003: Krazy & Ignatz door George Herriman (Fantagraphics)
- 2004: Krazy and Ignatz, 1929–1930, door George Herriman, bewerkt door Bill Blackbeard (Fantagraphics)
- 2005: The Complete Peanuts, bewerkt door Gary Groth (Fantagraphics)

### Beste Humorpublicatie
- 1992: Groo the Wanderer door Mark Evanier en Sergio Aragones (Marvel/Epic)
- 1993: Bone door Jeff Smith (Cartoon Press)
- 1994: Bone door Jeff Smith (Cartoon Books)
- 1995: Bone door Jeff Smith (Cartoon Books)
- 1996: Milk & Cheese #666 door Evan Dorkin (Slave Labor)
- 1997: Sergio Aragones Destroys DC (DC) en Sergio Aragones Massacres Marvel (Marvel) door Mark Evanier en Sergio Aragones
- 1998: Gon Swimmin'  door Masahi Tanaka (Paradox Press)
- 1999: Sergio Aragones Groo door Sergio Aragones en Mark Evanier (Dark Horse)
- 2000: Bart Simpson's Treehouse of Horror door Jill Thompson/Oscar Gonzalez Loyo/Steve Steere Jr., Scott Shaw!/Sergio Aragones en Doug TenNapel (Bongo)
- 2001: Sock Monkey, vol. 3 door Tony Millionaire (Dark Horse/Maverick)
- 2002: Radioactive Man door Batton Lash, Abel Laxamana, Dan De Carlo, Mike DeCarlo en Bob Smith (Bongo)
- 2003: The Amazing Screw-On Head door Mike Mignola (Dark Horse)
- 2004: Formerly Known as the Justice League, door Keith Giffen, J.M. DeMatteis, Kevin Maguire en Joe Rubinstein (DC)
- 2005: The Goon door Eric Powell.
- 2007: Flaming Carrot Comics, door Bob Burden (Desperado/Image)
- 2008: Perry Bible Fellowship: The Trial of Colonel Sweeto and Other Stories, door Nicholas Gurewitch (Dark Horse)
- 2009: Herbie Archives, door "Shane O'Shea" (Richard E. Hughes) en Ogden Whitney (Dark Horse)
- 2010: Scott Pilgrim vol. 5: Scott Pilgrim vs. the Universe, door Bryan Lee O'Malley (Oni)
- 2011: I Thought You Would Be Funnier door Shannon Wheeler (BOOM! Studios)
- 2012: Milk & Cheese: Dairy Products Gone Bad, door Evan Dorkin (Dark Horse Books)
- 2013: Darth Vader and Son, door Jeffrey Brown (Chronicle)
- 2014: Vader's Little Princess, door Jeffrey Brown (Chronicle)
- 2015: The Complete Cul de Sac, door Richard Thompson (Andrews McMeel)
- 2016: Step Aside, Pops: A Hark! A Vagrant Collection, door Kate Beaton (Drawn & Quarterly)
- 2017: Jughead, door Chip Zdarsky, Ryan North, Erica Henderson en Derek Charm (Archie)
- 2018: Baking with Kafka door Tom Gauld (Drawn & Quarterly)
- 2019: Giant Days, door John Allison, Max Sarin en Julia Madrigal (BOOM! Box)

### Beste Amerikaanse editie van niet-Amerikaanse auteurs
- 1998: Gon Swimmin'  door Masahi Tanaka (Paradox Press)
- 1999: Star Wars: A New Hope--Manga door Hisao Tamaki (Dark Horse)
- 2000: Blade of the Immortal door Hiroaki Samura (Dark Horse)
- 2001: Lone Wolf and Cub door Kazuo Koike en Goseki Kojima (Dark Horse)
- 2002: Akira door Katsuhiro Otomo (Dark Horse)
- 2003: Dr. Jekyll & Mr. Hyde door Robert Louis Stevenson, bewerkt door Jerry Kramsky en Lorenzo Mattotti (NBM)
- 2004: Buddha, vols. 1 and 2, door Osamu Tezuka (Vertical)
- 2005: Buddha, vols. 3-4 door Osamu Tezuka (Vertical)
- 2006: The Rabbi's Cat, door Joann Sfar (Pantheon)
- 2007: The Left Bank Gang, door Jason (Fantagraphics)
- 2008: I Killed Adolf Hitler, door Jason (Fantagraphics)
- 2009: The Last Musketeer, door Jason (Fantagraphics)
- 2010: The Photographer, door Emmanuel Guibert, Didier Lefévre en Frédéric Lemercier (First Second)
- 2011: It Was the War of the Trenches, door Jacques Tardi
- 2012: The Manara Library, vol. 1: Indian Summer and Other Stories, door Milo Manara met Hugo Pratt (Dark Horse Books)
- 2013: Blacksad: Silent Hell, door Juan Díaz Canales en Juanjo Guarnido (Dark Horse)
- 2014: Goddam This War! door Jacques Tardi en Jean-Pierre Verney (Fantagraphics)
- 2015: Blacksad: Amarillo, door Juan Díaz Canales & Juanjo Guarnido (Dark Horse)
- 2016: The Realist, door Asaf Hanuka (BOOM! Studios/Archaia)
- 2017: Moebius Library: The World of Edena, door Jean “Moebius” Giraud et al. (Dark Horse)
- 2018: Run for It: Stories of Slaves Who Fought for the Freedom, door Marcelo D’Salete, vertaald door Andrea Rosenberg (Fantagraphics)
- 2019: Brazen: Rebel Ladies Who Rocked the World, door Pénélope Bagieu, vertaald door Montana Kane (First Second)

### Beste Comicstripcollectie
- 1992: Calvin and Hobbes: The Revenge of the Baby-Sat door Bill Watterson (Andrews and McMeel)
- 1993: Calvin and Hobbes: Attack of the Deranged Mutant Killer Monster Snow Goons door Bill Watterson (Andrews and McMeel)

### Beste Scenarist
- 1988: Alan Moore, Watchmen (DC)
- 1989: Alan Moore, Batman: The Killing Joke (DC)
- 1991: Neil Gaiman, Sandman (DC)
- 1992: Neil Gaiman, Sandman (DC); Books of Magic (DC); Miracleman (Eclipse)
- 1993: Neil Gaiman, Miracleman (Eclipse); Sandman (DC)
- 1994: Neil Gaiman, Sandman (DC)
- 1995: Alan Moore, From Hell (Kitchen Sink)
- 1996: Alan Moore, From Hell (Kitchen Sink)
- 1997: Alan Moore, From Hell (Kitchen Sink); Supreme (Maximum Press)
- 1998: Garth Ennis, Hitman (DC); Preacher; Unknown Soldier (DC/Vertigo); Blood Mary: Lady Liberty (DC/Helix)
- 1999: Kurt Busiek, Kurt Busiek's Astro City (Homage/WildStorm/Image); Avengers (Marvel)
- 2000: Alan Moore, The League of Extraordinary Gentlemen, Promethea, Tom Strong, Tomorrow Stories, Top Ten (ABC)
- 2001: Alan Moore, The League of Extraordinary Gentlemen, Promethea, Tom Strong, Tomorrow Stories, Top Ten (ABC)
- 2002: Brian Michael Bendis, Powers (Image); Alias, Daredevil, Ultimate Spider-Man (Marvel)
- 2003: Brian Michael Bendis, Powers (Image); Alias, Daredevil, Ultimate Spider-Man (Marvel)
- 2004: Alan Moore, The League of Extraordinary Gentlemen, Promethea, Smax, Tom Strong, Tom Strong's Terrific Tales (ABC)
- 2005: Brian K. Vaughan, Y: The Last Man (Vertigo/DC); Ex Machina (WildStorm/DC); Runaways (Marvel)
- 2006: Alan Moore, Promethea, Top 10: The Forty-Niners (ABC)
- 2007: Ed Brubaker, Captain America, Criminal, Daredevil (Marvel)
- 2008: Ed Brubaker, Captain America, Criminal, Daredevil, Immortal Iron Fist (Marvel)
- 2009: Bill Willingham, Fables, House of Mystery (Vertigo/DC)
- 2010: Ed Brubaker, Captain America, Daredevil, The Marvels Project, Criminal, Incognito (Marvel)
- 2011: Joe Hill, voor Locke & Key (IDW)
- 2012: Mark Waid, Irredeemable, Incorruptible (BOOM!); Daredevil (Marvel)
- 2013: Brian K. Vaughan, Saga (Image)
- 2014: Brian K. Vaughan, Saga (Image)
- 2015: Gene Luen Yang, Avatar: The Last Airbender (Dark Horse), The Shadow Hero (First Second)
- 2016: Jason Aaron, Doctor Strange, Men of Wrath, Thor, Star Wars (Marvel), Southern Bastards (Image)
- 2017: Brian K. Vaughan, Paper Girls, Saga, We Stand On Guard (Image)
- 2018: (gelijk)
  - Tom King, Batman, Batman Annual #2, Batman/Elmer Fudd Special #1, Mister Miracle (DC)
  - Marjorie Liu, Monstress (Image)
- 2019: Tom King, Batman, Mister Miracle, Heroes in Crisis, Swamp Thing Winter Special (DC)

### Beste Scenarist/Tekenaar
- 1988: Alan Moore en Dave Gibbons, Watchmen (DC)
- 1989: Paul Chadwick, Concrete (Dark Horse)
- 1991: Frank Miller en Geof Darrow
- 1992: Peter David en Dale Keown, The Incredible Hulk (Marvel)
- 1993: Frank Miller, Sin City, Dark Horse Presents (Dark Horse) – Best Writer/Artist
- 1993: Mike Baron en Steve Rude, Nexus: The Origin (Dark Horse) – Best Writer/Artist Team
- 1994: Jeff Smith, Bone (Cartoon Books)
- 1995: Mike Mignola, Hellboy: Seed of Destruction (Dark Horse/Legend)
- 1996: David Lapham, Stray Bullets (El Capitan) – Best Writer/Artist: Drama
- 1997: Mike Mignola, Hellboy: Wake the Devil (Dark Horse/Legend) – Best Writer/Artist: Drama
- 1998: Mike Mignola, Hellboy: Almost Colossus; Hellboy Christmas Special; Hellboy Jr. Halloween Special (Dark Horse) – Best Writer/Artist: Drama
- 1999: Frank Miller, 300 (Dark Horse)
- 2000: Dan Clowes, Eightball (Fantagraphics)
- 2001: Eric Shanower, Age of Bronze (Image)
- 2002: Dan Clowes, Eightball (Fantagraphics)
- 2003: Eric Shanower, Age of Bronze (Image)
- 2004: Craig Thompson, Blankets (Top Shelf)
- 2005: Paul Chadwick, Concrete: The Human Dilemma (Dark Horse)
- 2009: Chris Ware, Acme Novelty Library (Acme)
- 2010: David Mazzucchelli, Asterios Polyp (Pantheon)
- 2011: Darwyn Cooke, Richard Stark's Parker: The Outfit (IDW)
- 2012: Craig Thompson, Habibi (Pantheon)
- 2013: Chris Ware, Building Stories (Pantheon)
- 2014: Jaime Hernandez, Love and Rockets New Stories #6 (Fantagraphics)
- 2015: Raina Telgemeier, Sisters (Graphix/Scholastic)
- 2016: Bill Griffith, Invisible Ink: My Mother's Secret Love Affair with a Famous Cartoonist (Fantagraphics)
- 2017: Sonny Liew, The Art of Charlie Chan Hock Chye (Pantheon)
- 2018: Emil Ferris, My Favorite Thing Is Monsters (Fantagraphics)
- 2019: Jen Wang, The Prince and the Dressmaker (First Second)

### Beste Scenarist/Tekenaar: Humor
- 1995: Jeff Smith, Bone (Cartoon Books)
- 1996: Sergio Aragones, Groo (Image)
- 1997: Don Rosa, Walt Disney's Comics & Stories; Uncle Scrooge (Gladstone)
- 1998: Jeff Smith, Bone (Cartoon Books)
- 1999: Kyle Baker, You Are Here (DC/Vertigo)
- 2000: Kyle Baker, I Die at Midnight (DC/Vertigo); "Letitia Lerner, Superbaby's Babysitter" in Elseworlds 80-Page Giant (DC)
- 2001: Tony Millionaire, Maakies (Fantagraphics), Sock Monkey (Dark Horse/Maverick)
- 2002: Evan Dorkin, Dork! (Slave Labor)
- 2003: Tony Millionaire, House at Maakies Corner (Fantagraphics)
- 2004: Kyle Baker, Plastic Man (DC); The New Baker (Kyle Baker Publishing)
- 2005: Kyle Baker, Plastic Man (DC); Kyle Baker, Cartoonist (Kyle Baker Publishing)
- 2006: Kyle Baker, Plastic Man (DC); The Bakers (Kyle Baker Publishing)
- 2007: Tony Millionaire, Billy Hazelnuts (Fantagraphics); Sock Monkey: The Inches Incident (Dark Horse)
- 2008: Eric Powell, The Goon (Dark Horse)

### Beste Schilder/Multimedia-artiest
- 1993: Dave Dorman, Aliens: Tribes (Dark Horse)
- 1994: Alex Ross, Marvels (Marvel)
- 1995: Jon J. Muth, Mystery Play (DC/Vertigo)
- 1996: John Bolton, Batman: Manbat (DC)
- 1997: Alex Ross, Kingdom Come (DC)
- 1998: Alex Ross, Uncle Sam (DC/Vertigo)
- 1999: Alex Ross, Superman: Peace on Earth (DC)
- 2000: Alex Ross, Batman: War on Crime (DC)
- 2001: Jill Thompson, Scary Godmother (Sirius)
- 2002: Charles Vess, Rose (Cartoon Books)
- 2003: George Pratt, Wolverine: Netsuke (Marvel)
- 2004: Jill Thompson, "Stray," in The Dark Horse Book of Hauntings (Dark Horse)
- 2005: Teddy Kristiansen, It's a Bird . . . (Vertigo/DC)
- 2006: José Ladrönn, Hip Flask: Mystery City (Active Images)
- 2007: Jill Thompson, "A Dog and His Boy" in The Dark Horse Book of Monsters; "Love Triangle" in Sexy Chix (Dark Horse); "Fair Division", in Fables: 1001 Nights of Snowfall (Vertigo/DC)
- 2008: Eric Powell, The Goon: Chinatown (Dark Horse)
- 2009: Jill Thompson, Magic Trixie, Magic Trixie Sleeps Over (HarperCollins Children's Books)
- 2010: Jill Thompson, Beasts of Burden (Dark Horse); Magic Trixie and the Dragon (HarperCollins Children's Books)
- 2011: Juanjo Guarnido, Blacksad (Dark Horse)
- 2013: Juanjo Guarnido, Blacksad (Dark Horse)
- 2014: Fiona Staples, Saga (Image)
- 2015: J.H. Williams III, The Sandman: Overture (Vertigo/DC)
- 2016: Dustin Nguyen, Descender (Image)
- 2017: Jill Thompson, Wonder Woman: The True Amazon (DC); Beasts of Burden: What the Cat Dragged In (Dark Horse)
- 2018: Sana Takeda, Monstress (Image)
- 2019: Dustin Nguyen, Descender (Image)

### Beste Tekenaar/Inkter of tekenaar/inkterteam
- 1988: Steve Rude, Nexus (First)
- 1989: Brian Bolland, Batman: The Killing Joke (DC)
- 1991:
  - Steve Rude – Best Artist
  - Al Williamson – Best Inker
- 1992:
  - Simon Bisley, Batman: Judgement on Gotham (DC) – Best Artist
  - Adam Kubert, Batman Versus Predator (DC and Dark Horse) – Best Inker
- 1993:
  - Steve Rude, Nexus: The Origin (Dark Horse) – Best Penciller
  - Kevin Nowlan, Batman: Sword of Azrael (DC) – Best Inker
  - Frank Miller, Sin City, Dark Horse Presents (Dark Horse) – Best Penciller/Inker, Black & White Publication
  - P. Craig Russell, Fairy Tales of Oscar Wilde (NBM); Robin 3000; Legends of the Dark Knight: Hothouse (DC) – Best Penciller/Inker, Color Publication
- 1994: P. Craig Russell, The Sandman #50 (DC)
- 1995: Dave Gibbons, Martha Washington Goes to War (Dark Horse)
- 1996: Geof Darrow, Big Guy and Rusty the Boy Robot (Dark Horse/Legend)
- 1997:
  - Steve Rude, Nexus: Executioner's Song (Dark Horse) – Best Penciller
  - Al Williamson, Spider-Man, Untold Tales of Spider-Man #17-18 (Marvel) – Best Inker
  - Charles Vess, Book of Ballads and Sagas (Green Man Press); The Sandman #75 (DC/Vertigo) – Best Penciller/Inker or Penciller/Inker Team
- 1998: P. Craig Russell, Elric: Stormbringer (Dark Horse/Topps); Dr. Strange: What Is It That Disturbs You, Stephen? (Marvel)
- 1999: Tim Sale, Superman for All Seasons (DC); Grendel Black, White, and Red #1 (Dark Horse)
- 2000: Kevin Nowlan, "Jack B. Quick," Tomorrow Stories (ABC)
- 2001: P. Craig Russell, Ring of the Nibelung (Dark Horse/Maverick)
- 2002: Eduardo Risso, 100 Bullets (DC/Vertigo)
- 2003: Kevin O'Neill, League of Extraordinary Gentlemen (ABC)
- 2004: John Cassaday, Planetary, Planetary/Batman: Night on Earth (WildStorm/DC); Hellboy Weird Tales (Dark Horse)
- 2005: (gelijk)
  - John Cassaday, Astonishing X-Men (Marvel); Planetary (WildStorm/DC); I Am Legion: The Dancing Faun (Humanoids/DC)
  - Frank Quitely, WE3 (Vertigo/DC)
- 2006: John Cassaday, Astonishing X-Men (Marvel); Planetary (WildStorm/DC)
- 2007: Mark Buckingham/Steve Leialoha, Fables (Vertigo/DC)
- 2008: Pia Guerra/Jose Marzan, Jr., Y: The Last Man (Vertigo/DC)
- 2009: Guy Davis, BPRD (Dark Horse)
- 2010: J. H. Williams III, Detective Comics (DC)
- 2011: Skottie Young for The Marvelous Land of Oz
- 2012: Ramón K. Pérez, Jim Henson's Tale of Sand (Archaia)
- 2013: (gelijk)
  - David Aja, Hawkeye (Marvel)
  - Chris Samnee, Daredevil (Marvel); Rocketeer: Cargo of Doom (IDW)
- 2014: Sean Murphy, The Wake (DC/Vertigo)
- 2015: Fiona Staples, Saga (Image)
- 2016: Cliff Chiang, Paper Girls (Image)
- 2017: Fiona Staples, Saga (Image)
- 2018: Mitch Gerads, Mister Miracle (DC)
- 2019: Mitch Gerads, Mister Miracle (DC)

### Beste Art Team
- 1988: Steve Rude, Willie Blyberg en Ken Steacy, Space Ghost Special (Comico)
- 1989: Alan Davis en Paul Neary, Excalibur (Marvel)

### Beste Inkleurder
- 1992: Steve Oliff, Legends of the Dark Knight (DC), 2112 (Dark Horse) en Akira (Marvel)
- 1993: Steve Oliff/Olyoptics, Legends of the Dark Knight #28-#30, Martian Manhunter: American Secrets (DC); James Bond 007: Serpent's Tooth (Dark Horse); Spawn (Image)
- 1994: Steve Oliff and Rueben Rude/Olyoptics, Spawn (Image)
- 1995: Angus McKie, Martha Washington Goes to War (Dark Horse)
- 1996: Chris Ware, The Acme Novelty Library (Fantagraphics)
- 1997: Matt Hollingsworth, Preacher; Death: The Time of Your Life (DC/Vertigo); Bloody Mary (DC/Helix); Challengers of the Unknown (DC)
- 1998: Chris Ware, The Acme Novelty Library (Fantagraphics)
- 1999: Lynn Varley, 300 (Dark Horse)
- 2000: Laura Depuy, The Authority; Planetary (DC/Wildstorm)
- 2001: Chris Ware, Acme Novelty Library #14 (Fantagraphics)
- 2002: Laura DePuy, Ruse (CrossGen), Ministry of Space (Image)
- 2003: Dave Stewart, Hellboy: Third Wish, The Amazing Screw-on Head, Star Wars: Empire (Dark Horse); Human Target: Final Cut, Doom Patrol (DC/Vertigo); Tom Strong (ABC); Captain America (Marvel)
- 2004: Patricia Mulvihill, Batman, Wonder Woman (DC), 100 Bullets (Vertigo/DC)
- 2005: Dave Stewart, Daredevil, Ultimate X-Men, Ultimate Six, Captain America (Marvel); Conan, BPRD (Dark Horse)l DC: The New Frontier (DC)
- 2006: Chris Ware, The Acme Novelty Library #16 (Acme Novelty)
- 2007: Dave Stewart, BPRD, Conan, The Escapists, Hellboy (Dark Horse); Action Comics, Batman/The Spirit, Superman (DC)
- 2008: Dave Stewart, BPRD, Buffy the Vampire Slayer, Cut, Hellboy, Lobster Johnson, The Umbrella Academy (Dark Horse); The Spirit (DC)
- 2009: Dave Stewart, Abe Sapien: The Drowning, BPRD, The Goon, Hellboy, Solomon Kane, The Umbrella Academy (Dark Horse); Body Bags (Image); Captain America: White (Marvel)
- 2010: Dave Stewart, Abe Sapien, BPRD, The Goon, Hellboy, Solomon Kane, The Umbrella Academy, Zero Killer (Dark Horse); Detective Comics (DC); Luna Park (Vertigo)
- 2011: Dave Stewart, Hellboy, BPRD, Baltimore, Let Me In (Dark Horse); Detective Comics (DC); Neil Young’s Greendale, Daytripper, Joe the Barbarian (Vertigo/DC)
- 2012: Laura Allred, iZombie (Vertigo/DC); Madman All-New Giant-Size Super-Ginchy Special (Image)
- 2013: Dave Stewart, Batwoman (DC); Fatale (Image); BPRD, Conan the Barbarian, Hellboy in Hell, Lobster Johnson, The Massive (Dark Horse)
- 2014: Jordie Bellaire, The Manhattan Projects, Nowhere Men, Pretty Deadly, Zero (Image); The Massive (Dark Horse); Tom Strong (DC); X-Files Season 10 (IDW); Captain Marvel, Journey into Mystery (Marvel); Numbercruncher (Titan); Quantum and Woody (Valiant)
- 2015: Dave Stewart, Hellboy in Hell, BPRD, Abe Sapien, Baltimore, Lobster Johnson, Witchfinder, Shaolin Cowboy, Aliens: Fire and Stone, Dark Horse Presents (Dark Horse)
- 2016: Jordie Bellaire, The Autumnlands, Injection, Plutona, Pretty Deadly, The Surface, They're Not Like Us, Zero (Image), The X-Files (IDW), The Massive (Dark Horse), Magneto, Vision (Marvel)
- 2017: Matt Wilson, Cry Havoc, Paper Girls, The Wicked + The Divine (Image); Black Widow, The Mighty Thor, Star-Lord (Marvel)
- 2018: Emil Ferris, My Favorite Thing Is Monsters (Fantagraphics)
- 2019: Matt Wilson, Black Cloud, Paper Girls, The Wicked + The Divine (Image); The Mighty Thor, Runaways (Marvel)

### Beste Lettereraar
- 1993: Todd Klein, The Sandman, The Demon (DC)
- 1994: Todd Klein, The Sandman (DC)
- 1995: Todd Klein, Batman vs. Predator II (DC/Dark Horse); The Demon (DC), The Sandman (DC/Vertigo); Uncle Scrooge (Gladstone)
- 1996: Stan Sakai, Groo (Image); Usagi Yojimbo (Mirage)
- 1997: Todd Klein, Sandman; Death: The Time of Your Life; House of Secrets; The Dreaming (DC/Vertigo); Batman; The Spectre; Kingdom Come (DC)
- 1998: Todd Klein, Batman; Batman: Poison Ivy (DC); The Dreaming; House of Secrets; The Invisibles; Uncle Sam (DC/Vertigo); Uncle Scrooge Adventures (Gladstone); Castle Waiting (Olio)
- 1999: Todd Klein, Castle Waiting (Olio); House of Secrets; The Invisibles; The Dreaming (DC/Vertigo)
- 2000: Todd Klein, Promethea; Tom Strong; Tomorrow Stories; Top 10 (ABC); The Dreaming; Gifts of the Night; The Invisibles; Sandman Presents: Lucifer (DC/Vertigo)
- 2001: Todd Klein, Promethea; Tom Strong; Tomorrow Stories; Top 10 (ABC); The Invisibles; The Dreaming (DC/Vertigo); Castle Waiting (Cartoon Books)
- 2002: Todd Klein, Promethea; Tom Strong's Terrific Tales; Tomorrow Stories; Top 10; Greyshirt (ABC); The Sandman Presents: Everything You Always Wanted to Know About Dreams But Were Afraid to Ask (DC/Vertigo); Detective Comics; The Dark Knight Strikes Again (DC); Castle Waiting (Olio); Universe X (Marvel)
- 2003: Todd Klein, Dark Knight Strikes Again; Detective Comics; Wonder Woman: The Hiketeia (DC); Fables; Human Target: Final Cut (DC/Vertigo); Promethea; Tom Strong (ABC); Castle Waiting (Olio)
- 2004: Todd Klein, Detective Comics( DC); Fables, The Sandman: Endless Nights (Vertigo/DC); Tom Strong, Promethea (ABC); 1602 (Marvel)
- 2005: Todd Klein, Promethea; Tom Strong; Tom Strong's Terrific Tales (ABC); Wonder Woman (DC); Books of Magick: Life During Wartime; Fables; WE3 (Vertigo/DC); Creatures of the Night (Dark Horse)
- 2006: Todd Klein, Wonder Woman, Justice, Seven Soldiers #0 (DC); Desolation Jones (Wildstorm/DC); Promethea, Tomorrow Stores Special, Top 10: The 49ers (ABC); Fables (Vertigo); 1602: New World (Marvel)
- 2007: Todd Klein, Fables, Jack of Fables, Fables: 1001 Nights of Snowfall; Pride of Baghdad, Testament (Vertigo/DC); 1602: Fantastick Four, Eternals (Marvel); Lost Girls (Top Shelf)
- 2008: Todd Klein, Justice, Simon Dark (DC); Fables, Jack of Fables, Crossing Midnight (Vertigo/DC); The League of Extraordinary Gentlemen: The Black Dossier (WildStorm/DC); Nexus (Rude Dude)
- 2009: Chris Ware, Acme Novelty Library #19 (Acme)
- 2010: David Mazzucchelli, Asterios Polyp (Pantheon)
- 2011: Todd Klein, Fables, The Unwritten, Joe the Barbarian, iZombie (Vertigo/DC); Tom Strong and the Robots of Doom (WildStorm/DC); S.H.I.E.L.D. (Marvel); Driver for the Dead (Radical)
- 2012: Stan Sakai, Usagi Yojimbo (Dark Horse)
- 2013: Chris Ware, Building Stories (Pantheon)
- 2014: Darwyn Cooke, Richard Stark’s Parker: Slayground (IDW)
- 2015: Stan Sakai, Usagi Yojimbo: Senso, Usagi Yojimbo Color Special: The Artist (Dark Horse)
- 2016: Derf Backderf, Trashed (Abrams)
- 2017: Todd Klein, Clean Room, Dark Night, Lucifer (Vertigo/DC); Black Hammer (Dark Horse)
- 2018: Stan Sakai, Usagi Yojimbo, Groo: Slay of the Gods (Dark Horse)
- 2019: Todd Klein, Black Hammer: Age of Doom, Neil Gaiman’s A Study in Emerald (Dark Horse); Batman: White Knight (DC); Eternity Girl, Books of Magic (Vertigo/DC); The League of Extraordinary Gentlemen: The Tempest (Top Shelf/IDW)

### Beste Omslagartiest
- 1992: Brian Bolland, Animal Man (DC)
- 1993: Brian Bolland, Animal Man; Wonder Woman (DC)
- 1994: Brian Bolland, Animal Man; Wonder Woman (DC)
- 1995: Glenn Fabry, Hellblazer (DC/Vertigo)
- 1996: Alex Ross, Kurt Busiek's Astro City (Jukebox Productions/Image)
- 1997: Alex Ross, Kingdom Come (DC); Kurt Busiek's Astro City (Jukebox Productions/Homage)
- 1998: Alex Ross, Kurt Busiek's Astro City (Jukebox Productions/Homage); Uncle Sam (DC/Vertigo)
- 1999: Brian Bolland, The Invisibles (DC/Vertigo)
- 2000: Alex Ross, Batman: No Man's Land; Batman: Harley Quinn; Batman: War on Crime (DC); Kurt Busiek's Astro City (Homage/Wildstorm/DC); ABC alternate #1 covers
- 2001: Brian Bolland, Batman: Gotham Knights; Flash (DC); The Invisibles (DC/Vertigo)
- 2002: Dave Johnson, Detective Comics (DC); 100 Bullets (DC/Vertigo)
- 2003: Adam Hughes, Wonder Woman (DC)
- 2004: James Jean, Fables (Vertigo/DC); Batgirl (DC)
- 2005: James Jean, Fables (Vertigo/DC); Green Arrow, Batgirl (DC)
- 2006: James Jean, Fables (Vertigo/DC); Runaways (Marvel)
- 2007: James Jean, Fables, Jack of Fables, Fables: 1001 Nights of Snowfall (Vertigo/DC)
- 2008: James Jean, Fables (Vertigo/DC); The Umbrella Academy (Dark Horse); Process Recess 2, Superior Showcase 2 (AdHouse)
- 2009: James Jean, Fables (Vertigo/DC); The Umbrella Academy (Dark Horse)
- 2010: J.H. Williams III, Detective Comics (DC)
- 2011: Mike Mignola, Baltimore: The Plague Ships
- 2012: Francesco Francavilla, Black Panther (Marvel); Lone Ranger, Lone Ranger/Zorro, Dark Shadows, Warlord of Mars (Dynamite); Archie Meets Kiss (Archie)
- 2013: David Aja, Hawkeye (Marvel)
- 2014: David Aja, Hawkeye (Marvel)
- 2015: Darwyn Cooke, DC Comics Darwyn Cooke Month Variant Covers (DC)
- 2016: David Aja, Hawkeye, Karnak, Scarlet Witch (Marvel)
- 2017: Fiona Staples, Saga (Image)
- 2018: Sana Takeda, Monstress (Image)
- 2019: Jen Bartel, Blackbird (Image); Submerged (Vault)

### Talenten die meer erkenning verdienen
- 1995: Evan Dorkin (Milk and Cheese, Hectic Planet, Dork, Instant Piano)
- 1996: Stan Sakai (Usagi Yojimbo)
- 1997: Ricardo Delgado (Age of Reptiles)
- 1998: Linda Medley (Castle Waiting)
- 1999: Brian Michael Bendis (Jinx, Goldfish, Torso)
- 2000: Tony Millionaire (Sock Monkey)
- 2001: Alex Robinson (Box Office Poison)
- 2002: Dylan Horrocks (Hicksville, Atlas)
- 2003: Jason Shiga, Fleep (Absence of Ink)
- 2004: Derek Kirk Kim, (Same Difference & Other Stories)
- 2005: Sean McKeever (A Waiting Place; Mary Jane; Inhumans; Sentinels)
- 2006: Aaron Renier (Spiral-Bound)

### Beste redacteur
- 1992: Karen Berger, Sandman; Shade: the Changing Man; Kid Eternity; Books of Magic (DC)
- 1993: Archie Goodwin, Legends of the Dark Knight; Batman: Sword of Azrael; Deadman: Exorcism (DC)
- 1994: Karen Berger, Sandman (DC) (tie)
- 1994: Mike Carlin (DC) (tie)
- 1995: Karen Berger, Sandman; Sandman Mystery Theatre (DC/Vertigo)
- 1996: Stuart Moore, Swamp Thing; The Invisibles; Preacher (DC/Vertigo) (tie)
- 1996: Bronwyn Taggart, The Big Book of Weirdos; The Big Book of Conspiracies; Brooklyn Dreams; Stuck Rubber Baby (Paradox Press) (tie)
- 1997: Dan Raspler, Kingdom Come; Hitman; The Spectre; Sergio Aragones Destroys the DC Universe (DC)

### Beste Comics-Gerelateerd Tijdschrift
- 1992: Comics Buyer's Guide (Krause)
- 1993: Comics Buyer's Guide (Krause Publications)
- 1995: Hero Illustrated (Warrior Publications)
- 1996: The Comics Journal (Fantagraphics)
- 1997: The Comics Journal (Fantagraphics)
- 1998: The Comics Journal (Fantagraphics)
- 1999: The Comics Journal (Fantagraphics)
- 2000: Comic Book Artist (TwoMorrows)
- 2002: Comic Book Artist (TwoMorrows)
- 2004: Comic Book Artist, bewerkt door Jon B. Cooke (Top Shelf)
- 2005: Comic Book Artist, bewerkt door Jon B. Cooke (Top Shelf)
- 2006: Comic Book Artist, bewerkt door Jon B. Cooke (Top Shelf)
- 2007: Alter Ego, bewerkt door Roy Thomas (TwoMorrows)
- 2008: Newsarama, geproduceerd door Matt Brady en Michael Doran
- 2009: Comic Book Resources, geproduceerd door Jonah Weiland
- 2010: The Comics Reporter, geproduceerd door Tom Spurgeon
- 2011: Comic Book Resources, (cbr.com)
- 2012: The Comics Reporter, geproduceerd door Tom Spurgeon, (comicsreporter.com)
- 2013: The Comics Reporter, bewerkt door Tom Spurgeon, (comicsreporter.com)
- 2014: Comic Book Resources, (cbr.com)
- 2015: Comics Alliance, bewerkt door Andy Khouri, Caleb Goellner, Andrew Wheeler en Joe Hughes, (comicsalliance.com)
- 2016: Hogan's Alley, bewerkt door Tom Heintjes, (cartoonician.com)
- 2017: The A.V. Club comics coverage, (Comics Panel, Back Issues, and Big Issues, door Oliver Sava et al.), (avclub.com)
- 2018: The Comics Journal, bewerkt door Dan Nadel, Timothy Hodler en Tucker Stone, tcj.com (Fantagraphics)
- 2019: (gelijk)
  - Back Issue, bewerkt door Michael Eury (TwoMorrows)
  - PanelxPanel magazine, bewerkt door Hassan Otsmane-Elhaou (panelxpanel.com)

### Beste Comics-gerelateerd Boek
- 1992: From "Aargh!" to "Zap!": Harvey Kurtzman's Visual History of the Comics, geredigeerd door Howard Zimmerman (Prentice Hall Press)
- 1994: Understanding Comics, door Scott McCloud (Kitchen Sink)
- 1996: Alex Toth, bewerkt door Manuel Auad (Kitchen Sink)
- 1997: Graphic Storytelling door Will Eisner (Poorhouse Press)
- 1998: The R. Crumb Coffee Table Art Book, bewerkt door Pete Poplaski (Kitchen Sink)
- 1999: Batman: Animated, door Paul Dini en Chip Kidd (HarperCollins)
- 2000: The Sandman: The Dream Hunters, door Neil Gaiman en Yoshitaka Amano (DC/Vertigo)
- 2001: Wonder Woman: The Complete History, door Les Daniels (Chronicle Books)
- 2002: Peanuts: The Art of Charles M. Schulz, bewerkt door Chip Kidd (Pantheon)
- 2004: The Art of Hellboy, door Mike Mignola (Dark Horse)
- 2005: Men of Tomorrow: Geeks, Gangsters, and the Birth of the Comic Book, door Gerard Jones (Basic Books)
- 2006: Eisner/Miller, bewerkt door Charles Brownstein en Diana Schutz (Dark Horse Books)
- 2007: The Art of Brian Bolland, bewerkt door Joe Pruett (Desperado/Image)
- 2008: Reading Comics: How Graphic Novels Work and What They Mean, door Douglas Wolk (Da Capo Press)
- 2009: Kirby: King of Comics, door Mark Evanier (Abrams)
- 2010: The Art of Harvey Kurtzman: The Mad Genius of Comics, door Denis Kitchen en Paul Buhle (Abrams ComicArts)
- 2011: 75 Years of DC Comics, door Paul Levitz
- 2012: MetaMaus, door Art Spiegelman (Pantheon)
- 2013: Marvel Comics: The Untold Story, door Sean Howe (HarperCollins)
- 2014: Genius, Illustrated: The Life and Art of Alex Toth, door Dean Mullaney and Bruce Canwell (The Library of American Comics)
- 2015: Genius Animated: The Cartoon Art of Alex Toth, vol. 3, door Dean Mullaney & Bruce Canwell (The Library of American Comics)
- 2016: Harvey Kurtzman: The Man Who Created MAD and Revolutionized Humor in America, door Bill Schelly (Fantagraphics)
- 2017: Krazy: George Herriman, A Life in Black and White, door Michael Tisserand (Harper)
- 2018: How to Read Nancy: The Elements of Comics in Three Easy Panels, door Paul Karasik and Mark Newgarden (Fantagraphics)
- 2019: Drawn to Purpose: American Women Illustrators and Cartoonists, door Martha H. Kennedy (University Press of Mississippi)

### Beste Comics-gerelateerde Publicatie (Tijdschrift of boek)
- 2003: B. Krigstein, vol. 1, door Greg Sadowski (Fantagraphics)

### Beste Comics-gerelateerd Product/Item
- 1992: Sandman statue, door Randy Bowen (DC)
- 1994: Death Statue, door Chris Bachalo, [et al.] (DC)
- 1995: Sandman Arabian Nights beeldje, ontworpen door P. Craig Russell en geboetseerd by Randy Bowen (DC/Graphitti Designs)
- 1996: Comic strip postzegels (US Postal Service)
- 1997: Hellboy buste, Randy Bowen (Bowen Designs)
- 1998: Acme Novelty Library display stand, ontworpen door Chris Ware (Fantagraphics)
- 1999: Sandman Pocketwatch, ontworpen door Kris Ruotolo (DC/Vertigo)
- 2000: Lunch boxes: Milk & Cheese, Sin City, Bettie Page, Hellboy, Groo (Dark Horse)
- 2002: Dark Horse classic comic characters statuettes, geboetseerd door Yoe Studio (Dark Horse)

### Beste Comics-gerelateerd beeldje
- 1999: Hellboy statue, sculpted by Randy Bowen, produced by Bowen Designs

### Beste Publicatieontwerp
- 1993: Sandman: Season of Mists door Neil Gaiman en anderen, ontworpen door Dave McKean (DC)
- 1994: Marvels, Richard Starkings/Comicraft (Marvel)
- 1995: The Acme Novelty Library, ontworpen door Chris Ware (Fantagraphics)
- 1996: The Acme Novelty Library, ontworpen door Chris Ware (Fantagraphics)
- 1997: The Acme Novelty Library #7, ontworpen door Chris Ware (Fantagraphics)
- 1998: Kingdom Come deluxe slipcover edition, artdirector Bob Chapman/DC design director Georg Brewer (DC Comics/Graphitti Designs)
- 1999: Batman Animated, ontworpen door Chip Kidd (HarperCollins)
- 2000: 300, ontworpen door Mark Cox (Dark Horse)
- 2001: Jimmy Corrigan, ontworpen door by Chris Ware (Pantheon)
- 2002: Acme Novelty Library #15, ontworpen door by Chris Ware (Fantagraphics)
- 2003: Batman: Nine Lives, ontworpen door by Amie Brockway-Metcalf (DC)
- 2004: Mythology: The DC Comics Art of Alex Ross, ontworpen door Chip Kidd (Pantheon)
- 2005: The Complete Peanuts, ontworpen door Seth (Fantagraphics)

### Will Eisner Award Hall of Fame
- 1987: Carl Barks
- 1987: Will Eisner
- 1987: Jack Kirby
- 1988: Milton Caniff
- 1989: Harvey Kurtzman
- 1991: Robert Crumb
- 1991: Alex Toth
- 1992: Joe Shuster
- 1992: Jerry Siegel
- 1992: Wally Wood
- 1993: C. C. Beck
- 1993: William Gaines
- 1994: Steve Ditko
- 1994: Stan Lee
- 1995: Frank Frazetta
- 1995: Walt Kelly
- 1996: Hal Foster
- 1996: Bob Kane
- 1996: Winsor McCay
- 1996: Alex Raymond
- 1997: Gil Kane
- 1997: Charles M. Schulz
- 1997: Julius Schwartz
- 1997: Curt Swan
- 1998: Neal Adams
- 1998: Jean Giraud (aka Moebius)
- 1998: Archie Goodwin
- 1998: Joe Kubert
- 1999: Jack Cole (Judges' choice)
- 1999: L. B. Cole (Judges' choice)
- 1999: Bill Finger (Judges' choice)
- 1999: Gardner Fox (Judges' choice)
- 1999: Mac Raboy (Judges' choice)
- 1999: Alex Schomburg (Judges' choice)
- 1999: Murphy Anderson
- 1999: Joe Simon
- 1999: Art Spiegelman
- 1999: Dick Sprang
- 2000: Bill Everett (Judges' choice)
- 2000: Sheldon Mayer (Judges' choice)
- 2000: George Herriman
- 2000: Carmine Infantino
- 2000: Al Williamson
- 2000: Basil Wolverton
- 2001: Dale Messick (Judges' choice)
- 2001: Roy Crane (Judges' choice)
- 2001: Chester Gould
- 2001: Frank King
- 2001: E.C. Segar
- 2001: Marie Severin
- 2002: Charles Biro (Judges' choice)
- 2002: Osamu Tezuka (Judges' choice)
- 2002: Sergio Aragones
- 2002: John Buscema
- 2002: Dan De Carlo
- 2002: John Romita
- 2003: Hergé (Judges' choice)
- 2003: Bernard Krigstein (Judges' choice)
- 2003: Jack Davis
- 2003: Will Elder
- 2003: Al Feldstein
- 2003: John Severin
- 2004: Otto Binder (Judges' choice)
- 2004: John Stanley (Judges' choice)
- 2004: Kazuo Koike (Judges' choice)
- 2004: Goseki Kojima (Judges' choice)
- 2004: Al Capp
- 2004: Jules Feiffer
- 2004: Don Martin
- 2004: Jerry Robinson
- 2005: Johnny Craig
- 2005: Hugo Pratt
- 2005: Nick Cardy
- 2005: Gene Colan
- 2005: Lou Fine (Judges' choice)
- 2005: René Goscinny and Albert Uderzo (Judges' choice)
- 2006: Floyd Gottfredson (Judges' choice)
- 2006: William Moulton Marston (Judges' choice)
- 2006: Vaughn Bodé
- 2006: Ramona Fradon
- 2006: Russ Manning
- 2006: Jim Steranko
- 2007: Robert Kanigher (Judges' choice)
- 2007: Ogden Whitney (Judges' choice)
- 2007: Ross Andru & Mike Esposito
- 2007: Dick Ayers
- 2007: Wayne Boring
- 2007: Joe Orlando
- 2008: R. F. Outcault (Judges' choice)
- 2008: Major Malcolm Wheeler-Nicholson (Judges' choice)
- 2008: John Broome
- 2008: Arnold Drake
- 2008: Len Wein
- 2008: Barry Windsor-Smith